# Finnmarksløpet 2024
Finnmarksløpet 2024 – wyścigi psich zaprzęgów Finnmarksløpet, które odbywały się w dniach 7–17 marca 2024. Zwycięzcami zostali Petter Karlsson w kategorii FL-1200, Ronny Wingren w kategorii FL-600 oraz Elisabeth Kristensen w kategorii FL-Junior.
Kategorie FL-1200 i FL-Junior miały status Mistrzostw Norwegii.

## Klasa otwarta
Wyścig w klasie otwartej odbywał się z maksymalnie 14 psami w zaprzęgu. Trasa miała ok. 1200 km długości. Tegoroczny zwycięzca wyścigu zostawał jednocześnie Mistrzem Norwegii 2024. W wyścigu wystartowało 28 maszerów, jednak do mety dotarło tylko 14.
Zasady wyścigu kazały każdej drużynie zrobić jedną 20-godzinną przerwę: najwcześniej na 2. punktym kontrolnym (Jergul), najpóźniej na 9. punkcie kontrolnym (Varangerbotn).

### Przebieg wyścigu
Wyścig zaczynał się i kończył w Alcie. Na trasie znajdowało się 12 punktów kontrolnych. Miała długość ok. 1200 km. Coroczne długości trasy i odległości między punktami kontrolnymi różnią się ze względu na warunki pogode i pokrywy śnieżnej. Według organizatorów, długość trasy w 2024 roku wynosiła 1243 km.
| Punkt kontrolny | Punkt kontrolny | Odległość (od ostatniego punktu) | Odległość (od początku) |
| --------------- | --------------- | -------------------------------- | ----------------------- |
| 1.              | Kautokeino      | 168 km                           | 168 km                  |
| 2.              | Jergul          | 101 km                           | 279 km                  |
| 3.              | Levajok         | 122 km                           | 401 km                  |
| 4.              | Tana            | 100 km                           | 501 km                  |
| 5.              | Neiden          | 100 km                           | 601 km                  |
| 6.              | Övre Pasvik     | 78 km                            | 679 km                  |
| 7               | Kirkenes        | 86 km                            | 765 km                  |
| 8.              | Neiden          | 71 km                            | 836 km                  |
| 9.              | Varangerbotn    | 82 km                            | 918 km                  |
| 10.             | Levajok         | 70 km                            | 988 km                  |
| 11.             | Karasjok        | 83 km                            | 1071 km                 |
| 12.             | Jotka           | 82 km                            | 1153 km                 |
|                 | Alta            | 49 km                            | 1202 km                 |

Źródła punktów kontrolnych: .

### Zwycięzcy
Pierwsze miejsce zajął Petter Karlsson, wygrywając czwarty FL-1200 po raz czwarty, z czego drugi raz z rzędu. Po raz siódmy brał natomiast udział w zawodach. Drugie miejsce zajął Niklas Rogne, natomiast trzecie Roger Dahl.
| Miejsce | Imię i nazwisko | Czas        |
| ------- | --------------- | ----------- |
| I       | Petter Karlsson | 7d 9h 30min |
| II      | Niklas Rogne    | +5h 26min   |
| III     | Roger Dahl      | +6h 6min    |

## Klasa ograniczona
Wyścig rozpoczął się 9 marca 2024 roku. Każdy maszer mógł używać maksymalnie 8 psów.

### Przebieg trasy
Trasa miała długość ok. 570 km. Rozpoczynała i kończyła się w Alcie. Przebiegała przez następujące punkty kontrolne: Jotka, Jergul, Karasjok, Levajok, Skoganvarre, Jotka.

### Uczestnicy
W wyścigu startowało 72 maszerów. Pierwsze miejsce zajął Ronny Wingren, drugie Bjørnar Andersen, trzecie Urho Ahomaa.
| Miejsce | Imię i nazwisko  | Czas        |
| ------- | ---------------- | ----------- |
| I       | Ronny Wingren    | 2d 18h 2min |
| II      | Bjørnar Andersen | +43 min     |
| III     | Urho Ahomaa      | +48 min     |

## Klasa junior
Wyścig rozpoczął się 9 marca 2024 roku. Tegoroczny zwycięzca wyścigu zostawał jednocześnie Mistrzem Norwegii 2024.
W wyścigu startowało 6 maszerów.  Pierwsze miejsce zajęła Elisabeth Kristensen, drugie Ingeborg Nordseth, trzecie Ronja Marie Hørsandlien.
| Miejsce | Imię i nazwisko         | Czas     |
| ------- | ----------------------- | -------- |
| I       | Elisabeth Kristensen    | 1d 35min |
| II      | Ingeborg Nordseth       | +9 min   |
| III     | Ronja Marie Hørsandlien | +59 min  |